# NEW KID'N PLAY
NEW KID'N PLAYは、DJ GEORGE&MC MOGGYYからなる日本のDJ・BeatMaker・Producerユニットである。
Radlib / THE MENACE所属。

## 略歴
2人のコラボレーションは、2007 年にリリースされた『MOST FOCUS ON MC MOGGYY』へと遡る。そして、2012 年。 Brandnew HipHop があまり必要とされない、昨今の大阪のシーンに一石を投じるべく、正に NEW KID’N PLAY の雛形が形成され『Flava of The Month』がリリースされる。DJ GEORGE のMIXの上で、MC MOGGYYが、曲名やアーティスト名を解説する、新しい スタイルのこの MIX シリーズが話題を呼び、2013 年、『Flava of The Month Vol.7』で、”NEW KID’N PLAY”が結成された。

## プレイスタイル
南部の HipHop から発展した Trap Music や、レゲエとエレクトロの融合体 Moombahton を中心としたベース・ミュー ジック

## 出演
1. ULTRA JAPAN 2015
2. LDH PKCZ. ハロウィンパーティー 2015
3. MUSIC CIRCUS'17
4. Hanniball Music Festival 2017
5. PINK WONDER HALLOWEEN 2017 powered by ytv CunE!
6. IT’S THE SHIP 2017 (Singapore ⇄ Phuket)

## ディスコグラフィ

### シングル
1. 『BOTTLES UP (feat. JAGGLA, GAZZILA & 遊戯) - Single』(2015年2月11日)
2. 『No Plan (feat. JAGGLA & 19 Fresh) - Single 』 (2015年4月8日)